# 표준 중국어

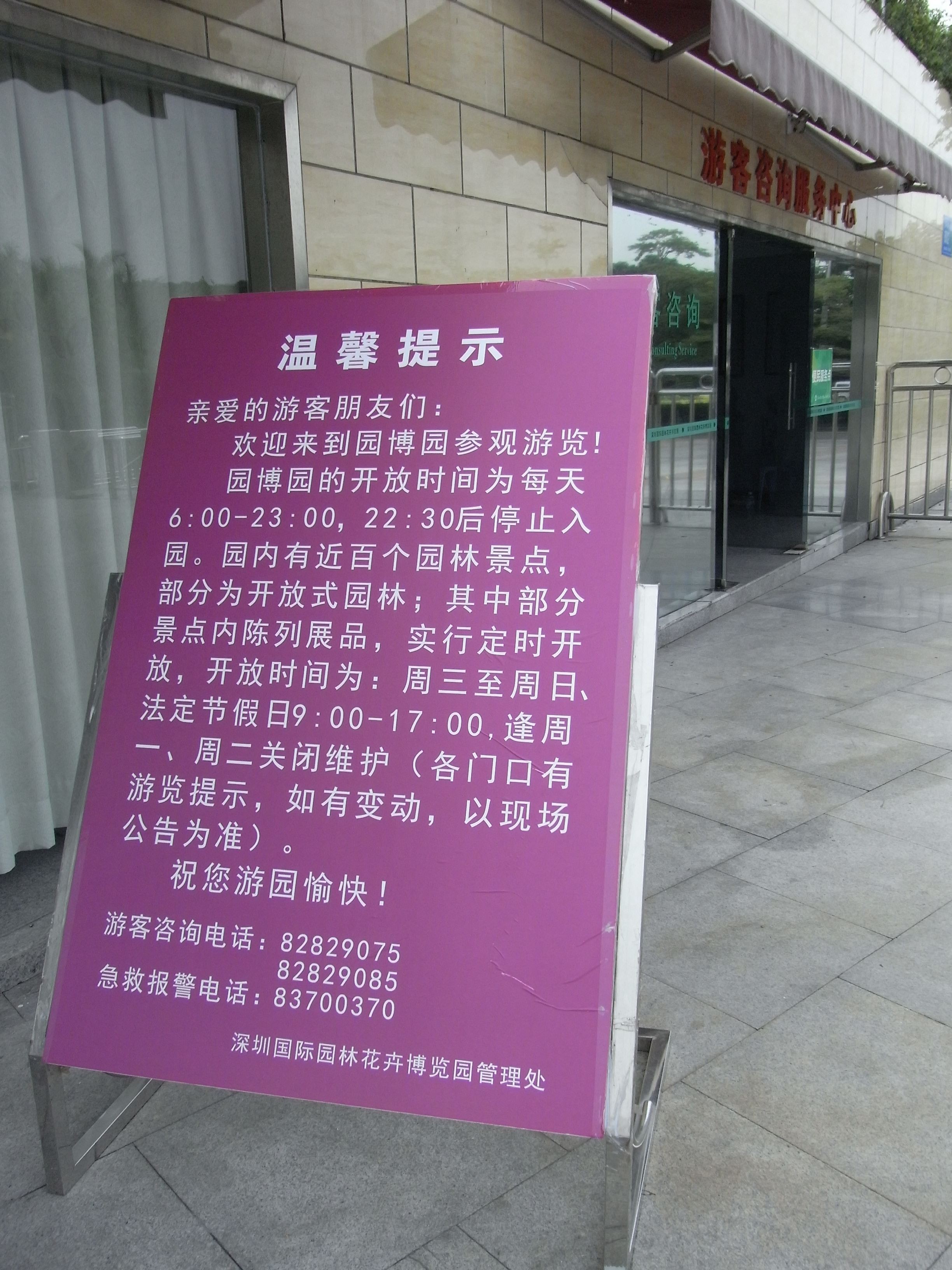

표준 중국어(標準中國語, 중국어 간체자: 标准汉语, 정체자: 標準漢語, 병음: biāozhǔn Hànyǔ) 혹은 현대표준한어(중국어 간체자: 现代标准汉语, 정체자: 現代標準漢語, 병음: xiàndài biāozhǔn Hànyǔ, 영어: Standard Mandarin)는 중화인민공화국, 중화민국의 단독 표준어 및 싱가포르의 네 공용어 중 하나로 사용되는 중국어를 말한다.
표준 중국어의 발음은 베이징관화를 바탕으로 두고 있으며, 관화의 어휘를 사용한다. 성조를 가지고 있고, 주제 우선 언어의 특징을 띄며, 주어 - 동사 - 목적어 (SVO) 순의 어순을 취한다. 광둥어와 비교하면 선두의 자음 수가 풍부하나 모음 및 종단 자음 수가 적다. 표준 중국어는 어형 변화가 없는 대신 접사를 통해 의미 부여를 하는 분석적 언어의 특성을 띄고 있으며, 많은 복합어를 갖는다.
표준 중국어는 중화인민공화국에서 보통화(중국어 간체자: 普通话, 정체자: 普通話, 병음: Pǔtōnghuà, 주음부호: ㄆㄨˇㄊㄨㄥ ㄏㄨㄚˋ, '푸퉁화')로 부르고, 중화민국에서 국어(중국어 정체자: 國語, 간체자: 国语, 병음: Guóyǔ, 주음부호: ㄍㄨㄛˊㄩˇ, '궈위')라 부른다. 싱가포르에서는 푸퉁화를 화어(중국어 정체자: 華語, 간체자: 华语, 병음: Huáyǔ)라 지칭하며 공용어로 사용한다. 푸퉁화 및 싱가포르의 화위는 간체자로 표기를 하며 한어 병음 로마자 표기를 학습용으로 이용하나, 중화민국의 궈위는 정체자와 주음부호를 이용한다.

## 명칭
중국어(중국어 방언을 포함)는 중화인민공화국 및 중화민국, 싱가포르 및 말레이시아를 포함한 동남아시아의 화교 생활권에서 사용되나, 표준 중국어는, 베이징관화를 기초로 규정된 중국어 문어 및 구어의 문법 및 회화체계를 말하며, 중국어권에 따라 이를 가리키는 명칭에 차이가 존재한다. 다음은 표준 중국어를 가리키는 명칭들이다.
- 보통화・푸통화 (중국어 간체자: 普通话, 정체자: 普通話, 병음: Pǔtōnghuà, 주음부호: ㄆㄨˇㄊㄨㄥ ㄏㄨㄚˋ) : 중화인민공화국(홍콩 및 마카오 포함)
- 국어・궈위 (중국어 간체자: 国语, 병음: Guóyǔ, 주음부호: ㄍㄨㄛˊㄩˇ) : 중화민국 (타이완)
- 화어・화위 (중국어 간체자: 华语, 정체자: 華語, 병음: Huáyǔ) : 화교가 다수 거주하는 중화권, 대만[1]
- 한어・한위 (중국어 간체자: 汉语, 정체자: 漢語, 병음: Hànyǔ) : 표준중국어를 포함하는 중국어 그 자체

### 보통화
1955년, 중국의 전국문자개혁회의에서, 그전까지 '국어'로 불리고 있었던 베이징의 중국어를 '보통화'로 개칭하였다. 표준중국어를 '보통화'로 규정하는 것은, '나라의 보편적인 의사소통, 보편적인 통용'의 의미를 담아 중국전역에서 의사소통을 위한 공용어를 규정한다는 의미를 가지며, 이후 1956년 2월 6일, 중화인민공화국 국무원의  '보통화 보급에 관한 지시'(推广普通话)의 반포를 통해, '북경어음을 표준음으로, 관화를 기본 방언으로, 현대백화문저작을 어법의 규범으로 삼는다'(以北京语音为标准音，以北方话为基础方言，以典范的现代白话文著作为语法规范)라는 규정을 공식화하였다.
1958년 1월 1일, 저우언라이는 그의 발언 《當前文字改革的任務》에서 다음과 같이 지적한다. '6억 한족 인민들의 방언을 점진적으로 통일하는 작업은 어려움이 큰 임무라 할 수 있으며, 이를 위해 장기적인 노력이 필요하다. 이 일이 얼마나 긴가. 교통, 경제 문화의 발전, 우리의 임무를 응당 봐야 하나, 우리가 열심히 일하기만 한다면 이 임무는 반드시 실현될 것이다. 중국 정부의 관할 지역의 각 초중고 교육 시설에서는, 방언 인구가 많은 지역의 경우라 하더라도 학생과 교사가 학교 내에서 방언을 쓰는 것에 대해 권장되지 않았다.
홍콩 및 마카오 지역에서는 ‘국어’(“國語”)를 중국 대륙의 보통화를 가리키는 별칭으로 사용한다. 이들 지역에서는 광둥어가 일상의 통용어로, 정부 업무에는 영어, 광둥어 그리고 보통화도 사용한다. 정부에서 보통화를 강제하지 않았으며, 적지 않은 초중등학교에서는 교육을 위해 월어를 사용함과 동시에 보통화를 교육한다. 마카오 정부와 민간기관은 각각 여러 가지 방식으로 보통화 보급에 나서고 있으나, 여전히 민간교류에는 광동어가 사용된다. 홍콩에서는 광둥어 및 영어가 사회적으로 완전히 모국어로 자리매김해 왔으며, 광둥어 및 영어 발음의 혼용은 보편적이다. 영국의 식민지였던 홍콩은 정부 부처, 법조계, 전문가 및 경제계에서는 영어가 국어의 역할을 해왔으며, 중화민국 및 중화인민공화국과의 교류를 주로 하는 기업에서는 영어, 광둥어 및 보통화 3언어를 구사하는 사람이 주요 직책을 얻기 쉬웠다. 포르투갈의 지배를 받아왔던 마카오의 경우 포르투갈어와 광둥어가 모국어로 통한다. 보통화를 국어로 하거나 보급에 힘썼던 적은 전혀 없었다. 단, 동북 지방의 중국 대륙에서 건너온 사람들만 보통화를 이해할 수 있었으나, 사회의 주류는 광둥어 사용을 통해 자신의 정체성 강화로 이어졌다.
신강 위구르 자치구에서는 보통화를 국어(“国语”)라 일컫으며, 소수민족을 대상으로 한 강제적인 국어순화운동이 존재한다.
한어수평고시와 보통화수평측시는 중공보통화실력을 매기는 시험이다.

### 국어
중화민국에서 표준중국어 또는 현대표준화어를 일컫는데 『국어(國語)』라고 일컫는다. 중화인민공화국의 보통화나 중화민국국어나 모두 북경말에서 흘러왔으며, 낱말쓰임이 살짝 다를뿐이다.
중화민국국어실력을 매기는 시험으로 화어문능력시험이 있다.

### 화어/한어
화어는 말레이시아 및 싱가포르에서 표준중국어를 일컫는 말이며, 그곳에서의 국어는 말레이어를 뜻한다. 중화민국에서도 표준북방중국어를 화어라고 일컫기도한다.

## 같이 보기
- 중국어
- 관화 (만다린)
- 보통화
- 중화민국국어
- 화어